# Кампи Бизенцио
Ка̀мпи Бизѐнцио (на италиански: Campi Bisenzio, на местен диалект просто Campi, Кампи) е град и община в централна Италия, провинция Флоренция, регион Тоскана. Разположен е на 38 m надморска височина. Населението на града е 43 901 души (към 31 декември 2010 г.).